# 那瑟斯

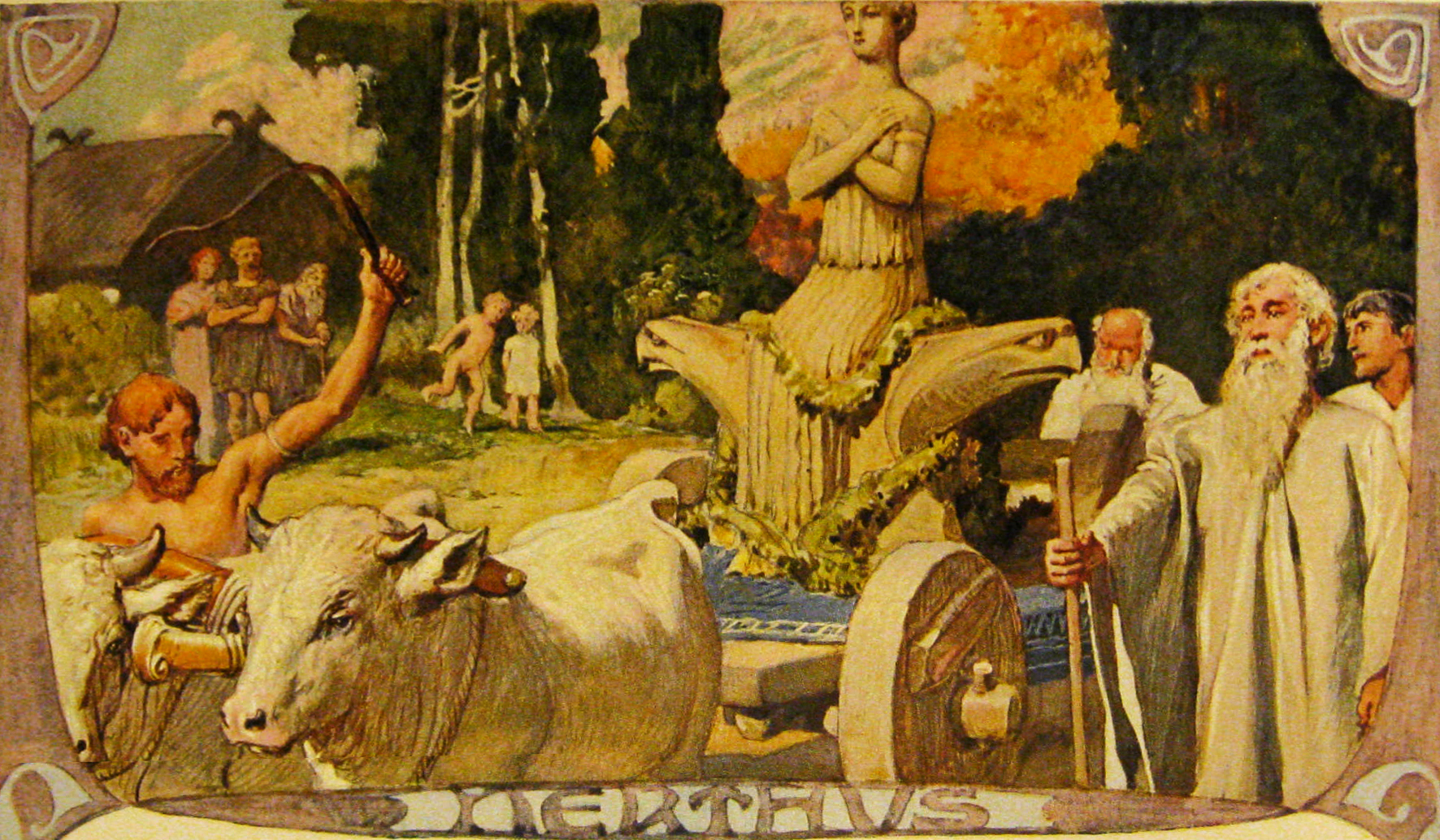
Emil Doepler 以此畫描繪人們觀看那瑟斯的馬車遊行，靈感源自塔西佗的著作《日耳曼尼亞》對日耳曼風俗的描述。此畫發表於約1905年。

那瑟斯（Nerthus）是一位古代日耳曼文化中的女神。
塔西佗在《日耳曼尼亞》中將她稱為Terra Mater，意即大地母親，並說她受七個部落（包括後來入侵英格蘭的盎格魯人）崇拜。她的崇拜集中在波羅的海某島嶼上樹林中的一處信仰場所。人們相信她喜歡乘坐牛拉的戰車來到她的子民之間。有祭司聲稱察覺到她的存在。當她在她的子民之間時，他們生活在和平中，沒有戰爭與戰鬥，充滿歡樂。根據塔西佗的說法，當她回到該信仰場所時，她和她的戰車在神聖湖泊中被奴隸清洗，然後奴隸被淹死在湖裡。
她的名字與尼奧爾德的名字相同，因此她的性別變得不明。有關她的儀式的許多元素，出現在後來的日耳曼宗教之中。